# Ngô Khứ Tề
Ngô Khứ Tề (chữ Hán: 吳去齊; ?-586 TCN), là vị vua thứ 18 của nước Ngô thời Xuân Thu trong lịch sử Trung Quốc.
Ông mang họ Cơ, là con của Ngô Câu Ty – vua thứ 17 nước Ngô.
Sử sách không ghi chép thời gian ông bắt đầu làm vua và các sự kiện trong thời gian ông ở ngôi. Căn cứ vào ghi chép của Sử ký, cha ông là Ngô Câu Ty sống cùng thời Tấn Hiến công diệt nước Ngu năm 654 TCN. Năm 586 TCN, ông mất. Như vậy cha con Ngô Câu Ty và Ngô Khứ Tề làm vua trong thời gian khoảng 70 năm.
Sau khi ông mất, con ông là Cơ Thọ Mộng lên nối ngôi.